# هندوئیسم در کشورها

هندوئیسم در کشورها، برآورد ۲۰۱۰

هندوئیسم یا آیین هندو، یکی از ادیان جهان است که پس از مسیحیت و اسلام سومین دین بزرگ جهان به شمار می‌رود. هندوئیسم بیش از ۱٬۰۹۰٬۰۰۰٬۰۰۰ پیرو در سراسر جهان دارد که ۱۵٪ جمعیت جهان را شامل می‌شود. حدود ۹۵ درصد هندوها در کشور هند زندگی می‌کنند.
هندو همراه با مسیحیت (۳۱٫۵٪)، اسلام (۲۳٫۲٪) و بودیسم (۷٫۱٪)، یکی از چهار دین بزرگ جهان به شمار می‌رود.

## برپایه کشورها
منابع مورد استفاده در جدول زیر از، وزارت امور خارجه ایالات متحده آمریکا، کتاب حقایق جهان و مرکز تحقیقات پیو بوده است.
| منطقه           | کشور                  | کل جمعیت      | درصد هندوها از جمعیت | کل هندوها               |
| --------------- | --------------------- | ------------- | -------------------- | ----------------------- |
| آسیای جنوبی     | افغانستان             | ۳۱٬۸۸۹٬۹۲۳    | ۰٫۴٪                 | ۴۰۰۰                    |
| اروپای غربی     | آندورا                | ۸۵٬۰۰۰        | ۰٫۴٪                 | ۳۴۲                     |
| کارائیب         | آنگولا                | ۱۳٬۴۵۲        | ۰٫۴۳٪                | ۵۸                      |
| کارائیب         | آنتیگوآ و باربودا     | ۸۱٬۷۹۹        | ۰٫۴٪                 | ۳۷۹                     |
| آمریکای جنوبی   | آرژانتین              | ۴۰٬۳۰۱٬۹۲۷    | ۰٫۰۱٪                | ۴٬۰۳۰                   |
| اقیانوسیه       | استرالیا              | ۲۰٬۴۳۴٬۱۷۶    | ۱٫۲۸٪                | ۲۷۶٬۰۰۰                 |
| اروپای مرکزی    | اتریش                 | ۸٬۱۹۹٬۷۸۳     | ۰٫۱٪ (حدود)          | ۸٬۲۰۰                   |
| خاورمیانه       | بحرین                 | ۷۰۸٬۵۷۳       | ۶٫۲۵٪                | ۴۴٬۲۸۶                  |
| آسیای جنوبی     | بنگلادش               | ۱۷۰٬۰۰۰٬۰۰۰   | ۸٫۵۴٪                | ۱۲٬۶۸۰٬۰۰۰ – ۱۴٬۴۸۷٬۵۰۰ |
| اروپای غربی     | بلژیک                 | ۱۰٬۳۹۲٬۲۲۶    | ۰٫۰۶٪                | ۶٬۲۳۵                   |
| آمریکای مرکزی   | بلیز                  | ۲۹۴٬۳۸۵       | ۲٫۳٪                 | ۶٬۷۷۱                   |
| آسیای جنوبی     | بوتان (کشور)          | ۷۴۲٬۷۳۷       | ۲۵٪                  | ۱۸۵٬۷۰۰                 |
| جنوب آفریقا     | بوتسوانا              | ۱٬۸۱۵٬۵۰۸     | ۰٫۱۷٪                | ۳٬۰۸۶                   |
| آمریکای جنوبی   | برزیل                 | ۱۹۲٬۷۵۵٬۷۹۹   | ۰٫۰۰۲۹٪              | ۵٬۶۷۵                   |
| آسیای جنوب شرقی | برونئی                | ۳۷۴٬۵۷۷       | ۰٫۰۳۵٪               | ۱۳۱                     |
| آفریقای غربی    | بورکینافاسو           | ۱۴٬۳۲۶٬۲۰۳    | ۰٫۰۰۱٪               | ۱۵۰                     |
| مرکز آفریقا     | بوروندی               | ۸٬۳۹۰٬۵۰۵     | ۰٫۱٪                 | ۸٬۳۹۱                   |
| آسیای جنوب شرقی | کامبوج                | ۱۳٬۹۹۵٬۹۰۴    | ۰٫۳٪                 | ۴۱٬۹۸۸                  |
| آمریکای شمالی   | کانادا                | ۳۳٬۳۹۰٬۱۴۱    | ۱٫۶٪                 | ۴۹۷٬۲۰۰                 |
| آمریکای جنوبی   | کلمبیا                | ۴۴٬۳۷۹٬۵۹۸    | ۰٫۰۲٪                | ۸٬۸۷۶                   |
| آفریقای شرقی    | کومور                 | ۷۱۱٬۴۱۷       | ۰٫۱٪(حدود)           | ۷۱۱                     |
| مرکز آفریقا     | جمهوری دموکراتیک کنگو | ۶۵٬۷۵۱٬۵۱۲    | ۰٫۱۸٪                | ۱۱۸٬۳۵۳                 |
| بالکان          | کرواسی                | ۴٬۴۹۳٬۳۱۲     | ۰٫۰۱٪ (حدود)         | ۴۴۹                     |
| آمریکای شمالی   | کوبا                  | ۱۱٬۳۹۴٬۰۴۳    | ۰٫۲۱٪                | ۲۳٬۹۲۷                  |
| آفریقای شرقی    | ساحل عاج              | ۱۸٬۰۱۳٬۴۰۹    | ۰٫۱٪                 | ۱۸٬۰۱۳                  |
| اروپای غربی     | دانمارک               | ۵٬۴۶۸٬۱۲۰     | ۰٫۱٪                 | ۵٬۴۶۸                   |
| آفریقای شرقی    | جیبوتی                | ۴۹۶٬۳۷۴       | ۰٫۰۲٪                | ۹۹                      |
| کارائیب         | دومینیکا              | ۷۲٬۳۸۶        | ۰٫۲٪                 | ۱۴۵                     |
| آفریقای شرقی    | اریتره                | ۴٬۹۰۶٬۵۸۵     | ۰٫۱٪ (حدود)          | ۴٬۹۰۷                   |
| اروپای شرقی     | استونی                | ۱٬۲۹۴٬۴۴۵     | ۰٫۰۱٪                | ۱۴۲                     |
| اقیانوسیه       | فیجی                  | ۹۱۸٬۶۷۵       | ۳۰٪                  | ۲۷۵٬۶۰۳ – ۳۰۳٬۱۶۳       |
| اروپای غربی     | فنلاند                | ۵٬۲۳۸٬۴۶۰     | ۰٫۰۱٪                | ۵۲۴                     |
| اروپای غربی     | فرانسه                | ۶۳٬۷۱۸٬۱۸۷    | ۰٫۱٪                 | ۶۳٬۷۱۸                  |
| اروپای شرقی     | گرجستان               | ۴٬۶۴۶٬۰۰۳     | ۰٫۰۱٪ (حدود)         | ۴۶۵                     |
| اروپای غربی     | آلمان                 | ۸۱٬۸۰۰٬۰۰۰    | ۰٫۱۲٪                | ۱۰۰٬۰۰۰                 |
| آفریقای غربی    | غنا                   | ۲۲٬۹۳۱٬۲۹۹    | ۰٫۰۵٪ (حدود)         | ۱۱٬۴۶۶                  |
| کارائیب         | گرنادا                | ۸۹٬۹۷۱        | ۰٫۷٪                 | ۶۳۰                     |
| آمریکای جنوبی   | گویان                 | ۷۶۹٬۰۹۵       | ۲۸٫۳٪                | ۲۱۷٬۶۵۴ – ۲۵۳٬۸۰۱       |
| اروپای مرکزی    | مجارستان              | ۹٬۹۵۶٬۱۰۸     | ۰٫۰۲٪                | ۱٬۷۶۷                   |
| آسیای جنوبی     | هند                   | ۱٬۳۰۰٬۰۰۰٬۰۰۰ | ۷۹٫۸٪                | ۱٬۰۳۷٬۴۰۰٬۰۰۰           |
| آسیای جنوب شرقی | اندونزی               | ۲۵۲٬۰۰۰٬۰۰۰   | ۱٫۶۹٪                | ۴٬۰۵۰٬۰۰۰ – ۱۰٬۰۰۰٬۰۰۰  |
| خاورمیانه       | ایران                 | ۸۴٬۳۹۷٬۵۲۱    | <۰٫۱                 | ۲۰٬۰۰۰                  |
| اروپای غربی     | جمهوری ایرلند         | ۴٬۵۸۸٬۲۵۲     | ۰٫۲۳٪                | ۱۰٬۶۸۸                  |
| خاورمیانه       | اسرائیل               | ۶٬۴۲۶٬۶۷۹     | ۰٫۱٪ (حدود)          | ۶٬۴۲۷                   |
| اروپای غربی     | ایتالیا               | ۶۰٬۴۱۸٬۰۰۰    | ۰٫۲٪(حدود)           | ۱۰۸٬۹۵۰                 |
| کارائیب         | جامائیکا              | ۲٬۷۸۰٬۱۳۲     | ۰٫۰۷٪                | ۱٬۸۳۶                   |
| آسیای شرقی      | ژاپن                  | ۱۲۷٬۴۳۳٬۴۹۴   | <۰٫۱                 | ۳۰٬۰۰۰                  |
| آفریقای شرقی    | کنیا                  | ۳۷٬۰۰۰٬۰۰۰    | ۰٫۱٪                 | ۶۰٬۰۰۰                  |
| آسیای شرقی      | کره جنوبی             | ۴۹٬۰۴۴٬۷۹۰    | ۰٫۰۱۵٪ (حدود)        | ۱۲٬۴۵۲                  |
| خاورمیانه       | کویت                  | ۲٬۵۰۵٬۵۵۹     | ۱۲٪                  | ۰–۳۰۰٬۶۶۷               |
| اروپای شرقی     | لتونی                 | ۲٬۲۵۹٬۸۱۰     | ۰٫۰۰۶٪               | ۱۳۶                     |
| خاورمیانه       | لبنان                 | ۴٬۹۲۵٬۵۰۲     | ۰٫۱٪(حدود)           | ۴٬۹۲۶                   |
| جنوب آفریقا     | لسوتو                 | ۲٬۱۲۵٬۲۶۲     | ۰٫۱٪ (حدود)          | ۲٬۱۲۵                   |
| آفریقای غربی    | لیبریا                | ۳٬۱۹۵٬۹۳۱     | ۰٫۱٪ (حدود)          | ۳٬۱۹۶                   |
| آفریقای شمالی   | لیبی                  | ۶٬۰۳۶٬۹۱۴     | ۰٫۱٪                 | ۶٬۰۳۷                   |
| اروپای غربی     | لوکزامبورگ            | ۴۸۰٬۲۲۲       | ۰٫۰۷٪(حدود)          | ۳۳۶                     |
| جنوب آفریقا     | ماداگاسکار            | ۱۹٬۴۴۸٬۸۱۵    | ۰٫۱٪                 | ۱۹٬۴۴۹                  |
| جنوب آفریقا     | مالاوی                | ۱۳٬۶۰۳٬۱۸۱    | ۰٫۰۲٪                | ۲٬۷۲۱ – ۲٬۷۲۶           |
| آسیای جنوب شرقی | مالزی                 | ۳۰٬۹۴۹٬۹۶۲    | ۶٫۳٪                 | ۱٬۹۴۹٬۸۵۰               |
| آسیای جنوبی     | مالدیو                | ۳۶۹٬۰۳۱       | ۰٫۰۱٪                | ۳۷                      |
| جنوب آفریقا     | موریس                 | ۱٬۲۵۰٬۸۸۲     | ۴۸٫۵٪                | ۶۰۰٬۴۲۳ – ۶۲۵٬۴۴۱       |
| اروپای شرقی     | مولدووا               | ۳٬۲۰۰٬۰۰۰     | ۰٫۰۱٪ (حدود)         | ۴۳۳                     |
| جنوب آفریقا     | موزامبیک              | ۲۰٬۹۰۵٬۵۸۵    | ۰٫۰۵٪– ۰٫۲٪          | ۱۰٬۴۵۳ – ۴۱٬۸۱۱         |
| آسیای جنوب شرقی | میانمار               | ۴۷٬۹۶۳٬۰۱۲    | ۱٫۵٪                 | ۸۹۳٬۰۰۰                 |
| آسیای جنوبی     | نپال                  | ۲۸٬۹۰۱٬۷۹۰    | ۸۱٫۳٪                | ۲۱٬۵۵۱٬۴۹۲ – ۲۳٬۴۱۰٬۴۵۰ |
| اروپای غربی     | هلند                  | ۱۶٬۵۷۰٬۶۱۳    | ۰٫۵۸٪ – ۱٫۲۰٪        | ۹۶٬۱۱۰ – ۲۰۰٬۰۰۰        |
| اقیانوسیه       | نیوزیلند              | ۴٬۱۱۵٬۷۷۱     | ۲٫۰٪                 | ۹۰٬۱۵۸                  |
| اروپای غربی     | نروژ                  | ۴٬۶۲۷٬۹۲۶     | ۰٫۵٪                 | ۲۳٬۱۴۰                  |
| خاورمیانه       | عمان                  | ۳٬۲۰۴٬۸۹۷     | ۳٪                   | ۹۶٬۱۴۷ – ۱۸۲٬۶۷۹        |
| آسیای جنوبی     | پاکستان               | ۱۹۶٬۰۰۰٬۰۰۰   | ۱٫۸۵٪                | ۳٬۶۲۶٬۰۰۰               |
| آمریکای مرکزی   | پاناما                | ۳٬۲۴۲٬۱۷۳     | ۰٫۳٪                 | ۹٬۷۲۶                   |
| آسیای جنوب شرقی | فیلیپین               | ۱۰۲٬۰۰۰٬۰۰۰   | <۰٫۱٪                | <۱۰٬۰۰۰                 |
| اروپای غربی     | پرتغال                | ۱۰٬۶۴۲٬۸۳۶    | ۰٫۰۷٪                | ۷٬۳۹۶                   |
| کارائیب         | پورتوریکو             | ۳٬۹۴۴٬۲۵۹     | ۰٫۰۹٪                | ۳٬۵۵۰                   |
| خاورمیانه       | قطر                   | ۹۰۷٬۲۲۹       | ۱۳٫۸٪                | ۳۵۸٬۸۰۰                 |
| آفریقای شرقی    | رئونیون               | ۸۲۷٬۰۰۰       | ۶٫۷٪                 | ۵۵٬۴۰۹                  |
| اروپای شرقی     | روسیه                 | ۱۴۱٬۳۷۷٬۷۵۲   | ۰٫۱٪                 | ۱۴۳٬۰۰۰                 |
| اقیانوسیه       | ساموآ                 | ۱۸۷٬۴۲۹       | ۰٫۰۲٪ (حدود)         | ۳۸                      |
| خاورمیانه       | عربستان سعودی         | ۲۷٬۶۰۱٬۰۳۸    | ۰٫۶٪                 | ۰ – ۳۰۳٬۶۱۱             |
| آفریقای شرقی    | سیشل                  | ۹۰٬۹۴۵        | ۲٫۱٪                 | ۱٬۹۱۰                   |
| آفریقای غربی    | سیرالئون              | ۶٬۱۴۴٬۵۶۲     | ۰٫۰۴٪                | ۲٬۴۵۸ – ۶٬۱۴۵           |
| آسیای جنوب شرقی | سنگاپور               | ۵٬۶۰۰٬۰۰۰     | ۵٫۰٪                 | ۲۸۰٬۰۰۰                 |
| اروپای مرکزی    | اسلواکی               | ۵٬۴۴۷٬۵۰۲     | ۰٫۱٪ (حدود)          | ۵٬۴۴۸                   |
| اروپای مرکزی    | اسلوونی               | ۲٬۰۰۹٬۲۴۵     | ۰٫۰۲۵٪ (حدود)        | ۵۰۰                     |
| جنوب آفریقا     | آفریقای جنوبی         | ۴۹٬۹۹۱٬۳۰۰    | ۱٫۱٪                 | ۵۵۰٬۰۰۰                 |
| آسیای جنوبی     | سری‌لانکا              | ۲۰٬۹۲۶٬۳۱۵    | ۱۲٫۶٪                | ۲٬۵۵۴٬۰۰۰               |
| آمریکای جنوبی   | سورینام               | ۴۷۰٬۷۸۴       | ۲۰٪                  | ۹۴٬۱۵۷ – ۱۲۸٬۹۹۵        |
| جنوب آفریقا     | اسواتینی              | ۱٬۱۳۳٬۰۶۶     | ۰٫۱۵٪                | ۱٬۷۰۰ – ۲٬۲۶۶           |
| اروپای غربی     | سوئد                  | ۹٬۰۳۱٬۰۸۸     | ۰٫۰۷۸٪ – ۰٫۱۲٪       | ۷٬۰۴۴ – ۱۰٬۸۳۷          |
| اروپای غربی     | سوئیس                 | ۷٬۵۵۴٬۶۶۱     | ۰٫۳۸٪                | ۲۸٬۷۰۸                  |
| آفریقای شرقی    | تانزانیا              | ۳۹٬۳۸۴٬۲۲۳    | ۰٫۹٪                 | ۳۵۴٬۴۵۸                 |
| کارائیب         | ترینیداد و توباگو     | ۱٬۰۵۶٬۶۰۸     | ۲۲٫۵٪                | ۲۳۷٬۷۳۷                 |
| آسیای جنوب شرقی | تایلند                | ۶۵٬۰۶۸٬۱۴۹    | ۰٫۱٪                 | ۶۵٬۰۰۰                  |
| آفریقای شرقی    | اوگاندا               | ۳۰٬۲۶۲٬۶۱۰    | ۰٫۲٪ – ۰٫۸٪          | ۶۰٬۵۲۵ – ۲۴۲٬۱۰۱        |
| خاورمیانه       | امارات متحده عربی     | ۴٬۴۴۴٬۰۱۱     | ۱۱٪-۲۱٫۲۵٪           | ۰ – ۴۹۰٬۰۰۰             |
| اروپای غربی     | بریتانیا              | ۶۰٬۷۷۶٬۲۳۸    | ۱٫۷٪                 | ۸۳۲٬۰۰۰                 |
| آمریکای شمالی   | ایالات متحده آمریکا   | ۳۲۲٬۰۰۰٬۰۰۰   | ۰٫۷٪                 | ۲٬۲۳۰٬۰۰۰               |
| آسیای مرکزی     | ازبکستان              | ۲۷٬۷۸۰٬۰۵۹    | ۰٫۰۱٪ (حدود)         | ۲٬۷۷۸                   |
| آسیای جنوب شرقی | ویتنام                | ۸۵٬۲۶۲٬۳۵۶    | ۰٫۰۵۹٪               | ۵۰٬۳۰۵                  |
| خاورمیانه       | یمن                   | ۲۲٬۲۳۰٬۵۳۱    | ۰٫۷٪                 | ۱۵۵٬۶۱۴                 |
| جنوب آفریقا     | زامبیا                | ۱۱٬۴۷۷٬۴۴۷    | ۰٫۱۴٪                | ۱۶٬۰۶۸                  |
| جنوب آفریقا     | زیمبابوه              | ۱۲٬۳۱۱٬۱۴۳    | ۱٫۰٪                 | ۱۲۳٬۱۱۱                 |
| مجموع           | مجموع                 | ۷٬۲۰۰٬۰۰۰٬۰۰۰ | ۱۵                   | ۱٬۰۸۰٬۰۰۰٬۰۰۰           |

## برپایه منطقه
| منطقه         | کل جمعیت    | هندوها    | % از هندوها | % از مجموع هندوها |
| ------------- | ----------- | --------- | ----------- | ----------------- |
| مرکز آفریقا   | ۹۳٬۱۲۱٬۰۵۵  | ۰         | ۰٪          | ۰٪                |
| آفریقای شرقی  | ۱۹۳٬۷۴۱٬۹۰۰ | ۶۶۷٬۶۹۴   | ۰٫۳۴۵٪      | ۰٫۰۷۱٪            |
| آفریقای شمالی | ۲۰۲٬۱۵۱٬۳۲۳ | ۵٬۷۶۵     | ۰٫۰۰۳٪      | ۰٫۰۰۱٪            |
| جنوب آفریقا   | ۱۳۷٬۰۹۲٬۰۱۹ | ۱٬۲۶۹٬۸۴۴ | ۰٫۹۲۶٪      | ۰٫۱۳۵٪            |
| آفریقای غربی  | ۲۶۸٬۹۹۷٬۲۴۵ | ۷۰٬۴۰۲    | ۰٫۰۲۶٪      | ۰٫۰۰۷٪            |
| مجموع         | ۸۸۵٬۱۰۳٬۵۴۲ | ۲٬۰۱۳٬۷۰۵ | ۰٫۲۲۵٪      | ۰٫۲۱۳٪            |

| منطقه           | کل جمعیت      | هندوها        | % از هندوها | % از کل هندوها |
| --------------- | ------------- | ------------- | ----------- | -------------- |
| آسیای مرکزی     | ۹۲٬۰۱۹٬۱۶۶    | ۱۴۹٬۶۴۴       | ۰٫۱۶۳٪      | ۰٫۰۱۶٪         |
| آسیای شرقی      | ۱٬۵۲۷٬۹۶۰٬۲۶۱ | ۱۳۰٬۶۳۱       | ۰٫۰۰۹٪      | ۰٫۰۱۴٪         |
| آسیای غربی      | ۲۷۴٬۷۷۵٬۵۲۷   | ۷۹۲٬۸۷۲       | ۰٫۲۸۹٪      | ۰٫۰۸۴٪         |
| آسیای جنوبی     | ۱٬۴۳۷٬۳۲۶٬۶۸۲ | ۱٬۰۰۶٬۸۸۸٬۶۵۱ | ۷۰٫۰۵٪      | ۹۸٫۴۷۵٪        |
| آسیای جنوب شرقی | ۵۷۱٬۳۳۷٬۰۷۰   | ۶٬۳۸۶٬۶۱۴     | ۱٫۱۱۸٪      | ۰٫۶۷۷٪         |
| مجموع           | ۳٬۹۰۳٬۴۱۸٬۷۰۶ | ۱٬۰۱۴٬۳۴۸٬۴۱۲ | ۲۶٫۰۱٪      | ۹۹٫۲۶۶٪        |

| منطقه        | کل جمعیت    | هندوها    | % از هندوها | % از کل هندوها |
| ------------ | ----------- | --------- | ----------- | -------------- |
| بالکان       | ۶۵٬۴۰۷٬۶۰۹  | ۰         | ۰٪          | ۰٪             |
| اروپای مرکزی | ۷۴٬۵۱۰٬۲۴۱  | ۱۶۳       | ۰٪          | ۰٪             |
| اروپای شرقی  | ۲۱۲٬۸۲۱٬۲۹۶ | ۷۱۷٬۱۰۱   | ۰٫۳۳۷٪      | ۰٫۰۷۶٪         |
| اروپای غربی  | ۳۷۵٬۸۳۲٬۵۵۷ | ۱٬۳۱۳٬۶۴۰ | ۰٫۳۴۸٪      | ۰٫۱۳۸٪         |
| مجموع        | ۷۲۸٬۵۷۱٬۷۰۳ | ۲٬۰۳۰٬۹۰۴ | ۰٫۲۷۸٪      | ۰٫۲۱۴٪         |

| منطقه         | کل جمعیت    | هندوها    | % از هندوها | % از کل هندوها |
| ------------- | ----------- | --------- | ----------- | -------------- |
| کارائیب       | ۲۴٬۸۹۸٬۲۶۶  | ۲۷۹٬۵۱۵   | ۱٫۱۲۳٪      | ۰٫۰۳۰٪         |
| آمریکای مرکزی | ۴۱٬۱۳۵٬۲۰۵  | ۵٬۸۳۳     | ۰٫۰۱۴٪      | ۰٫۰۰۶٪         |
| آمریکای شمالی | ۴۴۶٬۰۸۸٬۷۴۸ | ۲٬۱۳۱٬۱۲۷ | ۰٫۴۷۸٪      | ۰٫۱۹۱٪         |
| آمریکای جنوبی | ۳۷۱٬۰۷۵٬۵۳۱ | ۳۸۹٬۸۶۹   | ۰٫۱۰۵٪      | ۰٫۰۴۱٪         |
| مجموع         | ۸۸۳٬۱۹۷٬۷۵۰ | ۲۸۰۶۳۴۴   | ۰٫۲۸۱٪      | ۰٫۲۶۳٪         |

| منطقه     | کل جمعیت   | هندوها  | % از هندوها | % از کل هندوها |
| --------- | ---------- | ------- | ----------- | -------------- |
| اقیانوسیه | ۳۶٬۶۵۹٬۰۰۰ | ۶۱۶٬۰۰۰ | ۱٫۷۷۸٪      | ۰٫۰۶٪          |
| مجموع     | ۳۶٬۶۵۹٬۰۰۰ | ۶۱۶٬۰۰۰ | ۱٫۷۷۸٪      | ۰٫۰۶٪          |